# 池田めぐみ (フェンシング選手)
池田 めぐみ（いけだ めぐみ、1979年8月1日 - ）は、山形県南陽市出身の元フェンシング選手。旧姓は、原田。東京女子体育大学卒業。筑波大学大学院修了。
YAMAGATA ATHLETE LAB.（ヤマガタアスリートラボ) 創業者・代表。
日本アンチ・ドーピング機構（JADA）アスリート委員。

## 人物
- オリンピックに目覚めたのは5歳の時で、ロサンゼルスオリンピックの入場行進を見て、「私も行きたい」と感動した[1]。中学校は陸上部に所属し、三種競技（走り高跳び・100m・砲丸投げ）で山形県大会・東北大会で優勝した[1]。
- 高校は山形県立米沢興譲館高等学校に入学し、今度はフェンシング部に所属した。きっかけは姉がフェンシング部の選手だったので、顧問の先生に誘われたからである[1]。すると3年生の時にインターハイで4位になり[6]、フェンシングジュニア世界選手権に出場した。
- 体育大学への進学を医師の父から反対されたが、「スポーツだけで食べていけるとは限らない。五輪と大学院に行くのが条件だ」と言われ、東京女子体育大学へ進学した[7]。挫けずにフェンシングでの猛練習を励み、インターカレッジでエペ個人2年連続優勝・2001年アジア選手権エペ個人3位・2003年から2005年の全日本選手権はエペ個人で3連覇し、アテネオリンピック日本代表となったが、2回戦で敗退した。
- 大学院を修了後の2006年、地元に戻り山形県体育協会（現在の山形県スポーツ協会）スポーツ技術員に就任した[8]。11月に右足十字靭帯断裂で手術を受け、2007年に復帰した[9]、その年の7月中旬に亀田興毅・大毅の異種スパーリングに参加した[10]。
- アジアオセアニア大陸別代表選考会で優勝し、2008年の北京オリンピックに出場した。初戦のオーストラリアのパーキンソンと15対9で勝利したが、2回戦は銀メダリストのルーマニアのブランサと15対11で敗れ、個人のエペ部門で日本人最高の15位だった[11]。ブランサは2008年8月14日時点で世界ランキング1位。
- 2009年に結婚して休養した。その後復帰し、2010年の第16回アジア競技大会フェンシング女子エペ団体（中野希望・下大川綾華）で金メダルを獲得した。
- 2011年のアジア選手権後に乳がんと診断された。8月に手術を行い成功したが現役続行は難しいと判断し、12月に引退した[11]。

## その他の出場歴
- 2005年世界選手権（ドイツ・ライプチヒ）：エペ個人 16位
- 2006年ワールドカップバンクーバーAランク世界大会：エペ個人2位（日本人初の銀メダルを獲得）[9]
- 2006年ワールドカップグランプリ（オーストラリア・シドニー）：エペ個人 11位
- 2006年世界選手権（イタリア・トリノ）：エペ団体8位（史上初の入賞）
- 2007年世界選手権（ロシア・サンクトペテルブルク）：エペ個人16位

## 役職
- 国際フェンシング連盟選手委員会委員[12]

## 参考資料
- 2010広州アジア大会